# آژانس چندجانبه تضمین سرمایه‌گذاری

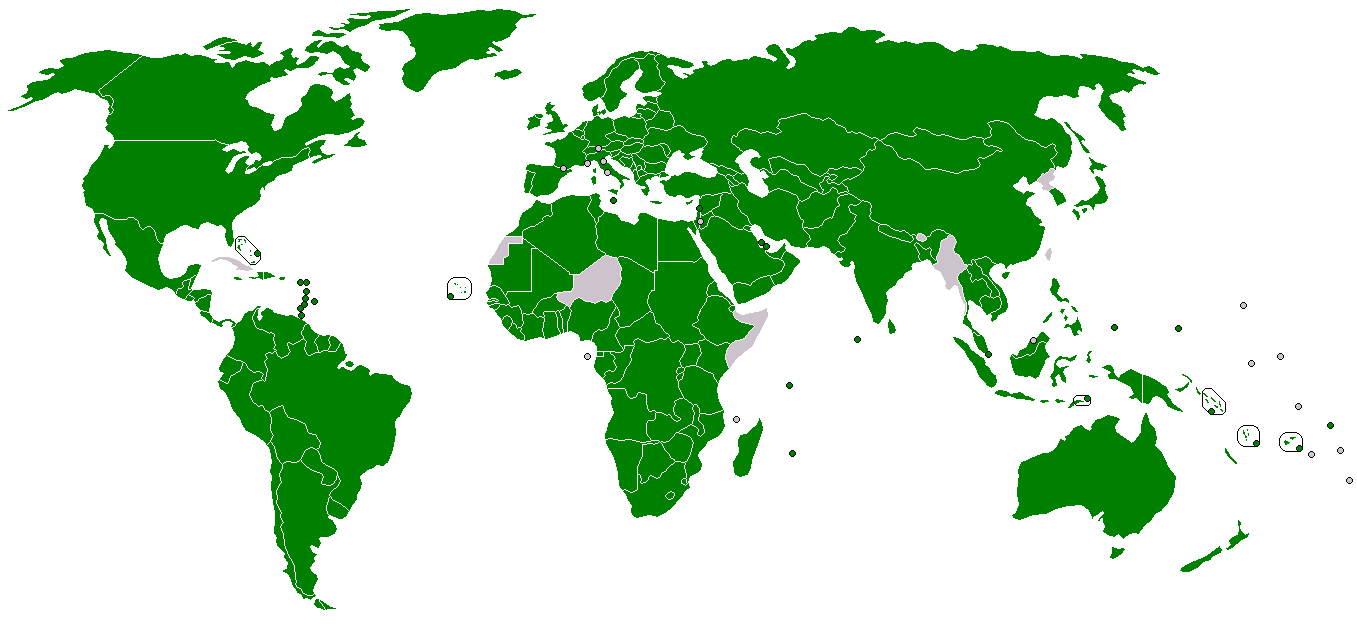
اعضای میگا

آژانس چندجانبه تضمین سرمایه‌گذاری (به انگلیسی: Multilateral Investment Guarantee Agency) یا میگا (MIGA) یکی از اعضای گروه بانک جهانی است که بیمه ریسک سیاسی را پیشنهاد می‌دهد و در سال ۱۹۸۸ با سرمایه ۱ میلیارد دلار در واشینگتن دی. سی. تأسیس شد و ۱۷۵ کشور عضو آن می‌باشند.
کشورهای برونئی، سائوتومه و پرینسیپ، نیجر، سومالی، مجمع‌الجزایر قمر، سن مارینو، بوتان (کشور)، میانمار، تووالو، کیریباتی، جزایر مارشال، ساموآ، کوبا، کره شمالی، آندورا، موناکو، لیختن‌اشتاین، نائورو، جزایر کوک، نیووی، واتیکان هیچ گونه عضویتی در این آژانس نداند.